# ایلیرز-بیوار
ایلیرز-بیوار (به فرانسوی: Aillières-Beauvoir) یک کمون در فرانسه است که در Canton of La Fresnaye-sur-Chédouet واقع شده‌است.

## خصوصیات
ایلیرز-بیوار ۱۵٫۰۶ کیلومترمربع مساحت و ۲۲۳ نفر جمعیت دارد.